# Simona Păucă
Simona Păucă, född den 19 september 1969 i Azuga, Rumänien, är en rumänsk gymnast.
Păucă tog OS-guld i lagmångkampen, OS-guld i bom och OS-brons i den individuella mångkampen i samband med de olympiska gymnastiktävlingarna 1984 i Los Angeles.